# Ćiril Metod Iveković
Ćiril Metod Iveković, hrvaški arhitekt, konservator, fotograf in profesor v Zagrebu, * 1. junij 1864, Klanjec, † 16. avgust 1933, Zagreb. 
Obiskoval je gimnazijo v Varaždinu in Zagrebu, kjer je leta 1884 maturiral. Šolanje je nadaljeval na Višji obrtni šoli na Dunaju. Iz arhitekture pa je diplomiral leta 1899 na dunajski Akademiji likovnih umetnosti. Od leta 1897 je bil član Hrvatskog starinarskog društva, od 1898 Arheološkog inštituta na Dunaju ter od 1899 dopisni član dunajske  Osrednje komisije za raziskovanje in ohranitev gradbenih spomenikov. Med leti 1922 do 1933 je bil redni profesor na Visoki tehniški šoli v Zagrebu, kjer je predaval arhitekturo srednjega veka. Projektiral je več javnih ustanov in cerkva v Sarajevu ter restavriral  več spomenikov v Dalmaciji. Objavil je več knjig, med drugimi tudi: Finis regni. Drama iz rimske prošlost, Zadar 1904 in Crkva i samostan sv. Krševana u Zadru. Hrvatska zadužbina iz X. stoleča, Zagreb 1931. V nemščini pa je objavil Die Entwicklung der mittelalterlichen Baunkunst in Dalmatien, Dunaj 1910, Die römische Stadt Doclea in Montenegro, Dunaj 1913. Njegov fotografski opus obsega vedute, arhitektonske in skulpturalne spomenike dalmatinskih mest v osmih zvezkih Dalmatien Architektur und Plastik, Dunaj 1910 do 1926 ter druga dela.